# Kalwaria-Zebrzydowska-Park
Der Kalwaria-Zebrzydowska-Park (Sanktuarium Pasyjno-Maryjne Kalwaria Zebrzydowska) in der südpolnischen Stadt Kalwaria Zebrzydowska (deutsch Kalwarya) ist ein Kalvarienberg in Kleinpolen und ein Ensemble manieristischer Bauwerke, eines Landschaftsparks und Wallfahrtsstätte. Seit 1999 ist es UNESCO-Weltkulturerbe. Es ist auch heute noch ein Wallfahrtsort.

## Geschichte

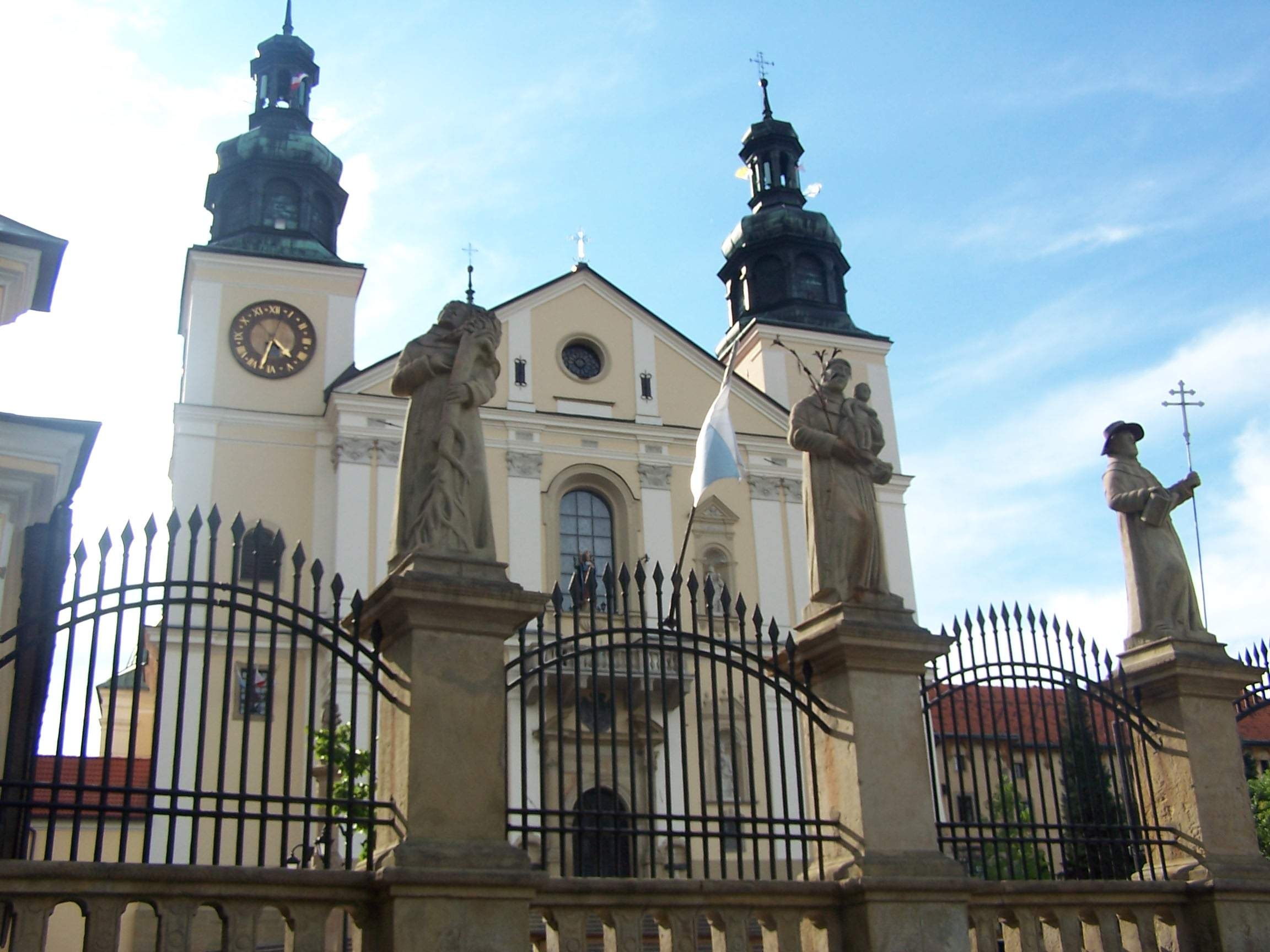
Basilika St. Maria

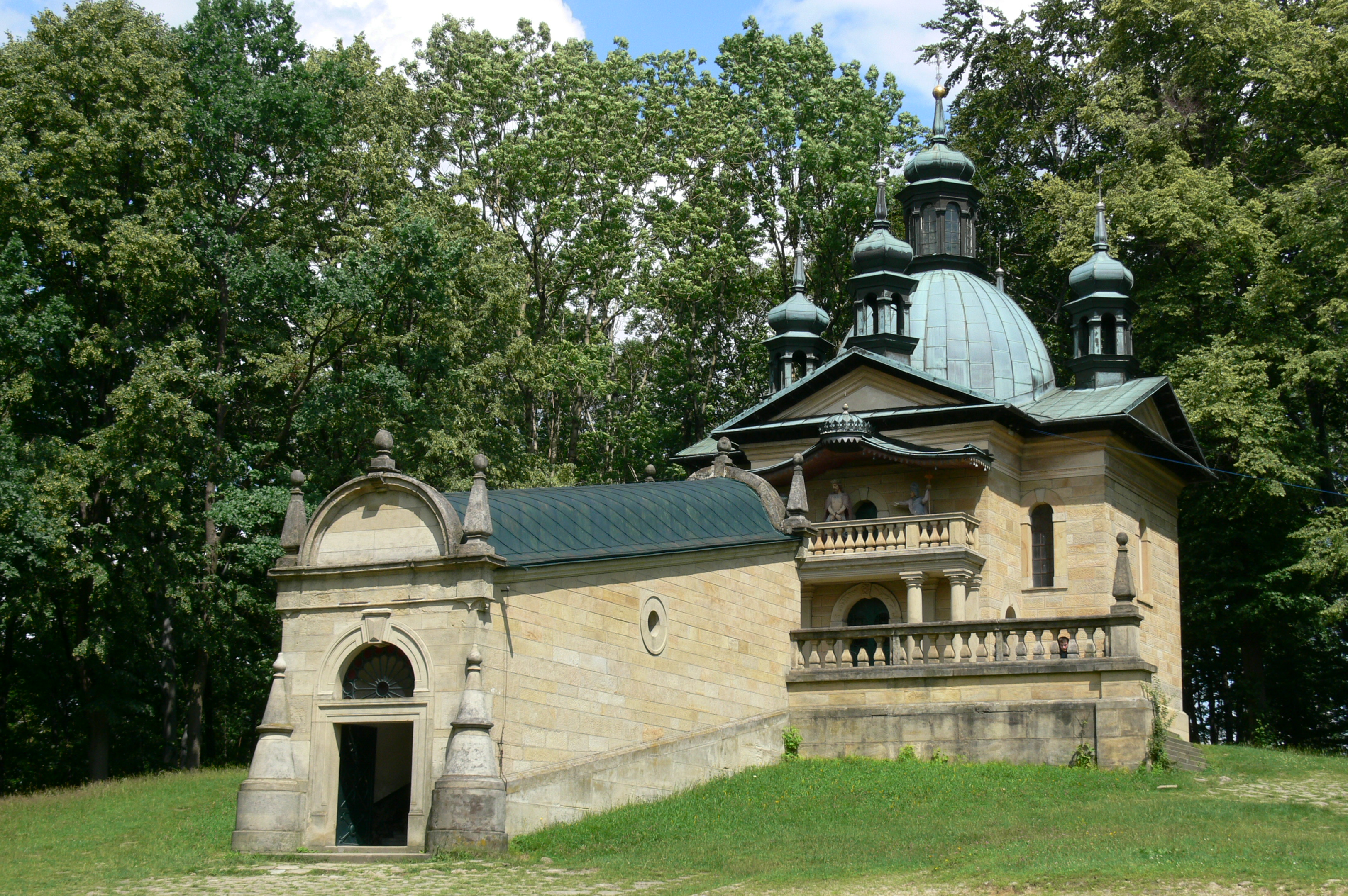
Ecce-Homo-Kapelle

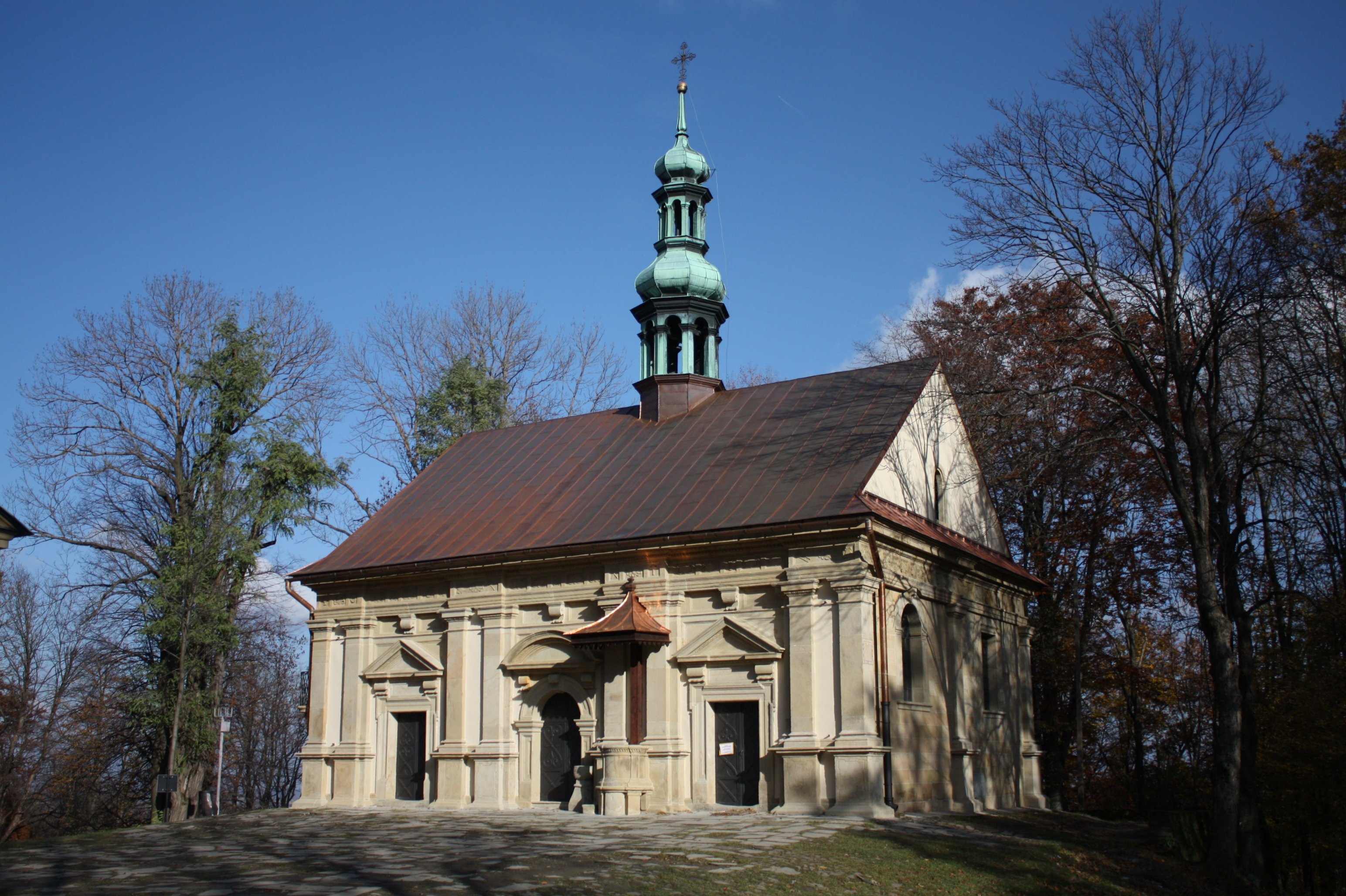
Heilig-Kreuz-Kapelle

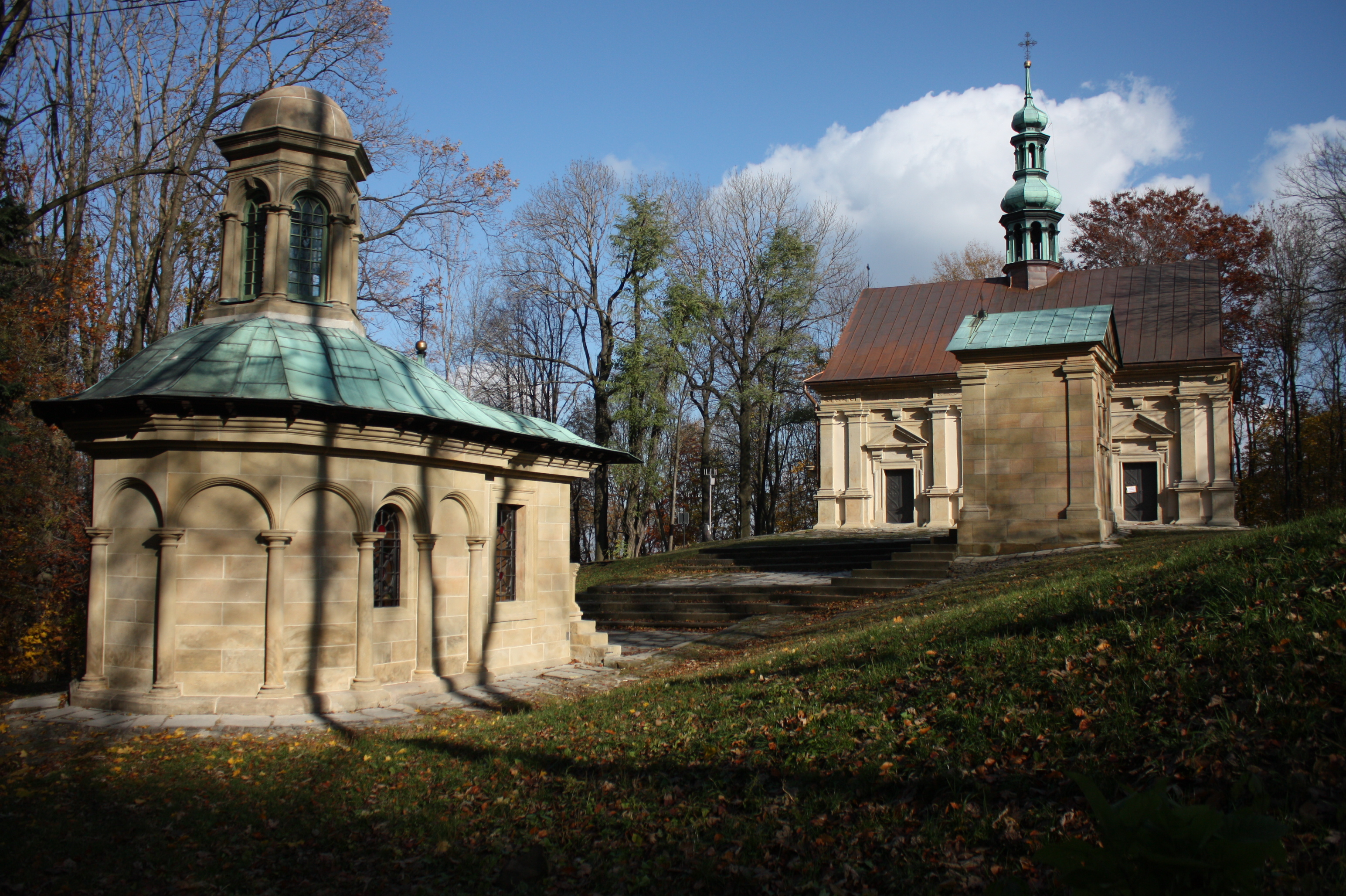
Drei Kapellen

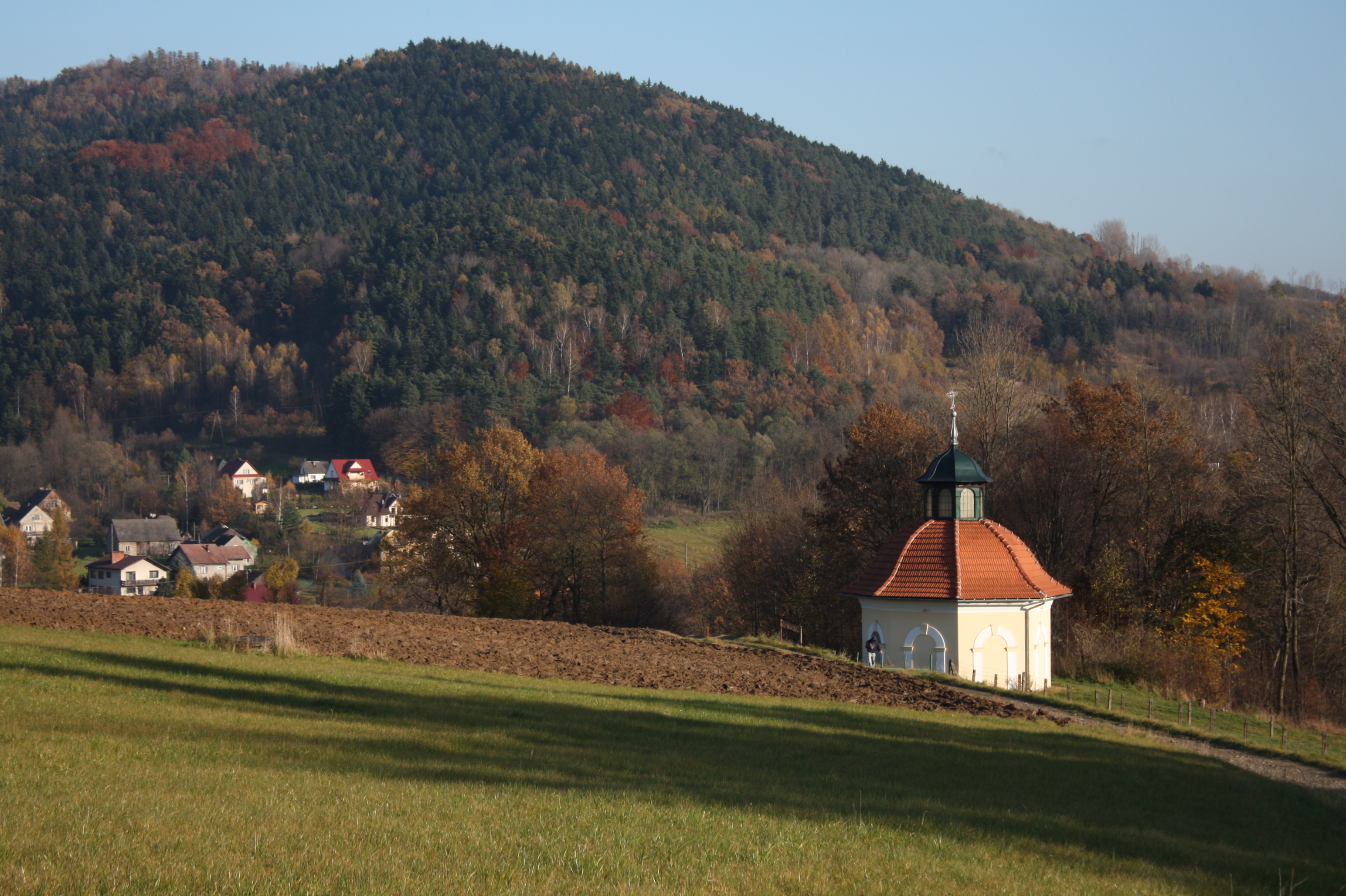
Landschaft mit Kapelle

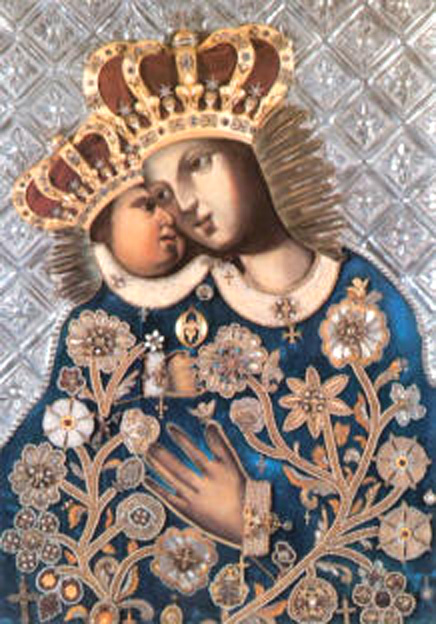
Marienbild von Kalwaria

Kalwaria Zebrzydowska verdankt seine Gründung dem Krakauer Woiwoden Mikołaj Zebrzydowski. Im Jahre 1601 ließ er auf dem Berg Żarek eine kleine Heilig-Kreuz-Kapelle nach dem Vorbild der Golgota-Kapelle in Jerusalem bauen. Er glaubte in der Gegend eine Ähnlichkeit mit Jerusalem auszumachen. Bis 1609 wurden das Bernhardinerkloster und eine Kirche errichtet. Später entstanden weitere von Jerusalem inspirierte Kapellen. Einer der Berge wurde zu Golgota, ein anderer zum Ölberg und der Fluss zum Bach Cedron umbenannt. Der benachbarte Ort Zebrzydowa erhielt 1617 das Stadtrecht. Sohn und Enkel Zebrzydowskis erweiterten bis 1655 die Klosteranlagen und ergänzten sie um weitere Kapellen.
Über die Einheirat der Urenkelin kam der Kalvarienberg an die Familie Czartoryski. Magdalena Czartoryska und ihr Sohn Józef gaben dem Ensemble seine heutige Gestalt.
Durch die Erste Teilung Polens 1772 wurde der Ort Teil Österreichs und erhielt den Namen Kalwarya, seit 1912 heißt er Kalwaria Zebrzydowska. Bausünden des 19. Jahrhunderts wurden um 1900 korrigiert, spätere Erweiterungspläne wurden abgelehnt.

### Das Marienbild von Kalwaria
1641 wurde dem Kloster das Ölgemälde einer Muttergottes aus dem 17. Jahrhundert gestiftet, laut der Überlieferung soll das Bild zuvor geweint haben. Das Wunder wurde 1656 von der Kirche als solches anerkannt und man errichtete eine eigene Kapelle für die Heilige Maria von Kalwaria (Matka Boska kalwaryjska), die Ziel vieler Wallfahrten wurde.

### UNESCO-Welterbe
1999 wurden die Wallfahrtsstätte Welterbe der UNESCO und 2000 Denkmal der Geschichte der polnischen Nation. Die UNESCO bezeichnet Kalwaria Zebrzydowska als „eine atemberaubende Kulturlandschaft von großer spiritueller Bedeutung“. Die Anlage sei ein außergewöhnliches Kulturdenkmal, in dem in die natürliche Landschaft als Kulisse Kapellen als symbolische Darstellung der Passion Christi eingebettet sind. Kulturlandschaft und Architektur sind auf harmonische Weise verbunden. Kalwaria Zebrzydowska ist ein Beispiel der Blütezeit der Anlage von Kalvarienbergen in der Zeit der Gegenreformation im späten 16. Jahrhundert. Der Ort sei „ein herausragendes Beispiel für diese Art von groß angelegter Landschaftsgestaltung“. Die Anlage hat eine Fläche von 380 Hektar und eine Pufferzone von 2600 Hektar.

## Anlage und Nutzung
- Basilika St. Maria, entworfen von Giovanni Maria Bernardoni, Bauausführung durch Paul Baudarth, Architekt aus Antwerpen, 1603–1609. 1702 erweitert, Kirchtürme von 1720.
- Ecce-Homo-Kapelle, entworfen von Giovanni Maria Bernardoni, Bauausführung durch Paul Baudarth, 1605–1609. Der Bau hat den Grundriss eines griechischen Kreuzes und ist im Stil des niederländischen Manierismus dekoriert.
- Heilig-Kreuz-Kapelle, erstes Bauwerk der Anlage, errichtet 1600–1601.
- Herz-Mariä-Kapelle, entworfen von Paul Baudarth, 1615. Der Bau hat den Grundriss eines Herzens.
- Weitere Kapellen und Bauwerke des 17. und 18. Jahrhunderts.

In der Karwoche finden hier die große Passionsspiele mit Hunderttausenden von Menschen statt. Über eine Million Pilger kommen jedes Jahr in die Anlage. Die 40 Pilgerziele liegen malerisch auf den umliegenden Hügeln und im Cedron-Tal verstreut.

## Sonstiges
Die Anlage war Vorbild für den St. Annaberg in Schlesien, der sich in den 1990er Jahren auf der Nominierungsliste des polnischen Weltkulturerbes befand. Die Wallfahrtsstätte wurde 1979 und 2002 von Papst Johannes Paul II. und 2006 von seinem Nachfolger Benedikt XVI. besucht.